# Indio nativo
L'indio nativo è un minerale composto da indio descritto nel 1964 in base ad un ritrovamento avvenuto nella regione del Transbajkal orientale in Russia.

## Morfologia
L'indio nativo è stato scoperto sotto forma di granuli di circa 1mm.

## Origine e giacitura
L'indio nativo è stato trovato nel granito greisenizzato ed albitizzato associato con il piombo nativo.